# Limoges FC
Limoges FC – francuski klub piłkarski z siedzibą w Limoges. 

## Historia
Limoges Football Club został założony w 31 maja 1947 w wyniku połączenia Union Sportive Athlétique de Limoges i  Red Star Athlétique de Limoges. W tym samym roku klub wystartował w Division Honneur Centre-Ouest(ówczesna IV liga). W 1948 Limoges awansowało do CFA(ówczesna III liga), by po roku z niej spaść. W 1957 roku klub uzyskał status profesjonalny, dzięki czemu mógł uczestniczyć w rozgrywkach Division 2. W następnym roku Limoges awansowało do Première Division. 
We francuskiej ekstraklasie Limoges występowało przez kolejne 3 lata do 1961 roku. Przez następne 12 lat klub występował na zapleczu ekstraklasy, a w latach 1973–1977 w Division 3. W 1977 roku Limoges powróciło do Division 2 i występowało przez kolejną dekadę. W 1987 roku klub zbankrutował i konsekwencji czego został rozwiązany. Na jego miejsce powołano nowy klub Limoges Foot 87, który wystartował w rozgrywkach Division 4. Do 2003 roku klub występował na przemian w czwartej i piątej lidze. 
W 2003 Limoges Foot 87 został rozwiązany a na jego miejsce powołano nowy klub pod obecną nazwą Limoges Football Club. Nowy klub przystąpił do rozgrywek Division Honour Centre-Ouest(szósta liga). W 2011 roku Limoges awansowało do Chamionnat de France amateur 2.

## Sukcesy
- ćwierćfinał Pucharu Francji: 1970.
- 3 sezony w Première Division: 1958-1961.

## Reprezentanci w klubie
| - Pierre Flamion - Casimir Koza - Armand Penverne - François Remetter | - Paul Sauvage - Tomasz Korynt - Oliver Makor |

## Trenerzy klubu
| - 1957–62: Pierre Flamion - 1962–66: Maurice Blondel - 1966–68: Roger Meerseman - 1968–69: Maurice Blondel - 1969–70: Maurice Cailleton - 1970–72: Yvon Goujon - 1972–74: Maurice Cailleton - 1974– 75: Henri Kowal - 1975: Slobodan Stojovic | - 1975–78: Henri Kowal - 1978–81: Henri Skiba - 1981–84: Robert Dewilder - 1984–85: Francis Smerecki - 1985–86: Ivica Todorov - 1986–87: Robert Dewilder - 1987–88: Pierre Soria - 1988–89: Guillaume Lassalle - 1989–90: Bastien Lassalle | - 1990–97: Eddie Hudanski - 97-2000: Colbert Marlot - 2000–01: Jean-Yves Kerjean - 2001–02: Jacky Lemée - 2002–03: Christophe Matl - 2003–06: Stéphane Roussy - 2006–07: Jean-Jacques Eydelie - 2007–09: Pierre Soria |

## Sezony wPremière Division
| Sezon   | Uzyskane Miejsce |
| ------- | ---------------- |
| 1958-59 | 15               |
| 1959-60 | 10               |
| 1960-61 | 18 (spadek)      |